# Osmylus gussakovskii
Osmylus gussakovskii là một loài côn trùng trong họ Osmylidae thuộc bộ Neuroptera. Loài này được Kozhanchikov miêu tả năm 1951.